# بازیکنان
بازیکنان (فرانسوی: Les Infidèles‎) یک فیلم در ژانر کمدی به کارگردانی امانوئل برکو، ژان دوژاردن، میشل آزاناویسوس، ژیل لولوش، یان کونن، و اریک لارتیگو است که در سال ۲۰۱۲ منتشر شد.

## بازیگران
- ژان دوژاردن
- ژیل لولوش
- گیوم کنه
- ساندرین کیبرلن
- ماتیلدا می
- الکساندرا لامی
- شارل ژرار
- دالی گلدن
- جرالدین نقاش
- ایزابل نانتی
- لیونل آبلانسکی
- مانو پایت